# CJ Entus
CJ Entus war das E-Sport-Werksteam des südkoreanischen Konglomerats CJ Group (u. a. Nahrungsmittel, Pharmazie und Biotechnologie). Es wurde 2001 unter dem Namen ProSuma gegründet und trug nach zwischenzeitlicher Umbenennung in Greatest Ones den Namen CJ Entus bis 2018.

## Geschichte
In StarCraft, dem mit Abstand populärsten E-Sport-Titel in Südkorea während der 2000er Jahre, sowie dem Nachfolgetitel StarCraft 2 war CJ Entus eines der KeSPA-Proleague-Teams. In dieser Team-Liga konnte das Team insgesamt dreimal den Titel erringen (2003, 2009, 2012).
Als herausragende Ergebnisse in Einzelwettbewerben stehen unter anderem der Gewinn der OnGameNet-StarLeague (OSL) 2003 und der World Cyber Games (WCG) 2004 durch den Spieler Seo „XellOs“ Ji-hoon, der Gewinn der WCG 2005 durch Lee „fOru“ Jae-hoon sowie Siege bei der BlizzCon 2009 und der OSL 2010 durch Kim „EffOrt“ Jung-woo zu Buche. Hinzu kommen drei Siege bei der MBCGame StarCraft League (MSL) sowie einer OSL durch Ma „sAviOr“ Jae-yoon, die jedoch wegen dessen Beteiligung am KeSPA Wettmanipulationsskandal nachträglich aberkannt wurden.
In einer Dokumentation über das StarCraft-Turnier auf den WCG 2005 von National Geographic, die auch in deutscher Synchronisation beim Sender n-tv im Fernsehen zu sehen war, wird das Team (damals noch Greatest Ones) um die Teilnehmer „XellOs“ und „fOru“ genauer porträtiert. Mit dem US-Amerikaner Greg „IdrA“ Fields spielte zwischen 2008 und 2010 auch ein Nicht-Koreaner für CJ.
Erfolgreichster Spieler des Teams in StarCraft 2 war Kim „herO“ Joon-ho mit ca. 177.000 Dollar erspieltem Preisgeld während seiner Zeit bei CJ Entus.
Anfang 2013 Übernahm CJ Entus mit Blaze und Frost zwei der erfolgreichsten südkoreanischen Teams im Titel League of Legends. Diese gewannen bereits vor dem Wechsel zu CJ Entus mehrere hunderttausend Euro Preisgeld und konnten seitdem mit Siegen bei den World Cyber Games 2013 (CJ Blaze), den ersten beiden Plätzen auf der IEM Season 7 World Championship (CJ Blaze vor CJ Frost) sowie vorderen Plätzen bei OGN-Champions-Turnieren an die erfolgreiche Vergangenheit anknüpfen.
Ende 2016 wurde die Abteilung für StarCraft 2 und Ende 2017 auch die für League of Legends aufgelöst. Dafür wurden zwei Teams für das Spiel PUBG unter Vertrag genommen, die unter den Namen Ace und Force antraten. Kurz darauf wechselte der namensgebende Sponsor beider Teams von CJ zu OGN. OGN Entus Force erzielte unter anderem einen mit 200.000 US-$ dotierten vierten Platz bei der PUBG Global Championship 2019. Ende des Jahres 2020 löste sich das Team schließlich offiziell auf.

## Ehemalige Spieler

### StarCraft und StarCraft 2 (Auswahl)
- Lee „fOru“ Jae-hoon (Protoss, 200?–200?)
- Ma „sAviOr“ Jae-yoon (Zerg, 2006–2010)
- Byun „Iris“ Hyung-tae (Terraner, 2006–2010)
- Seo „XellOs“ Ji-hoon (Terraner, 2003–2011)
- Kim „EffOrt“ Jung-woo (Zerg, 2010–2014)
- Kim „Sora“ Jung-hoon (Protoss, 2013–2015)
- Greg „IdrA“ Fields (Terran, 2008–2010)
- Shin „Hydra“ Dong-won (Zerg, 2010–2014)
- Jung „Bbyong“ Woo-youg (Terraner, 20??–2016)
- Kim „herO“ Joon-ho (Protoss, 2011–2016)
- Han „ByuL“ Ji-won (Zerg, 2014–2016)
- Jang „MC“ Min-chul (Protoss, 2016)

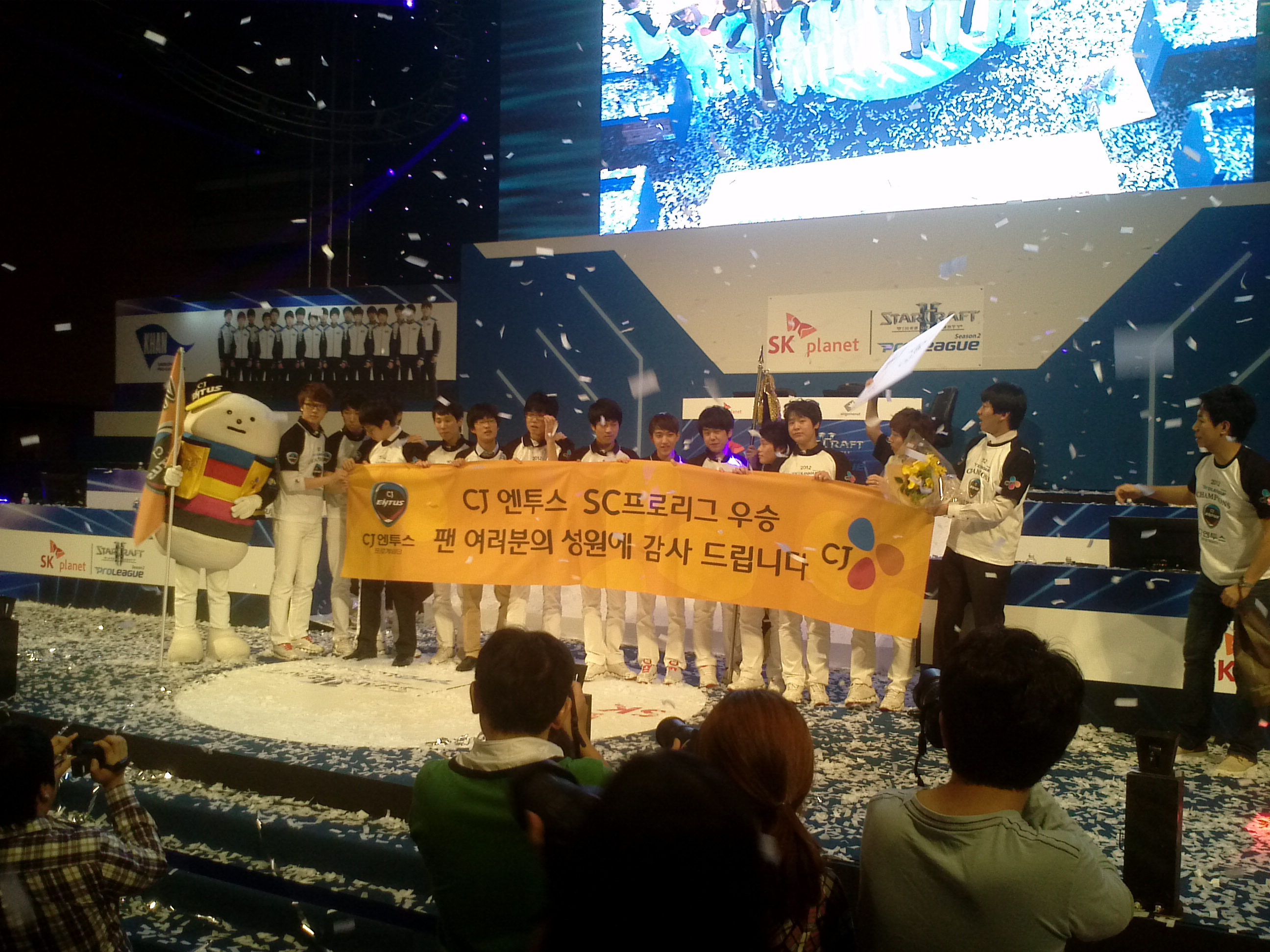
CJ-StarCraft-Team nach Gewinn der Proleaue 2012
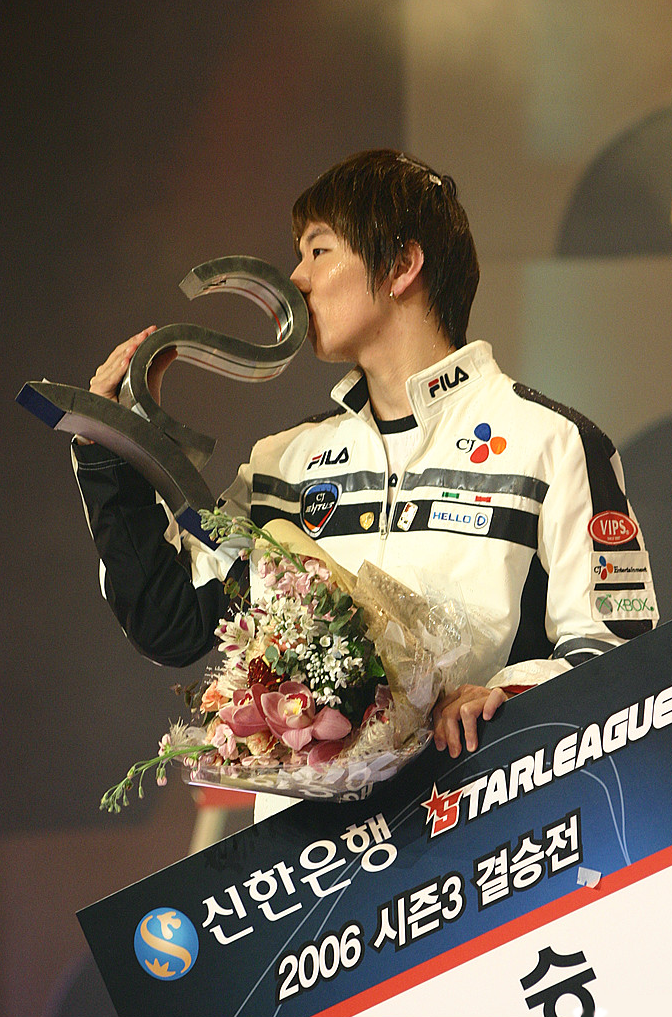
Ma „sAviOr“ Jae-yoon
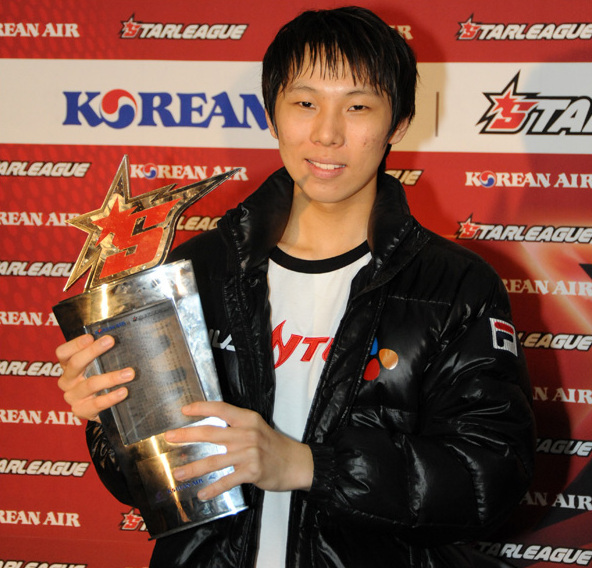
Kim „EffOrt“ Jung-woo
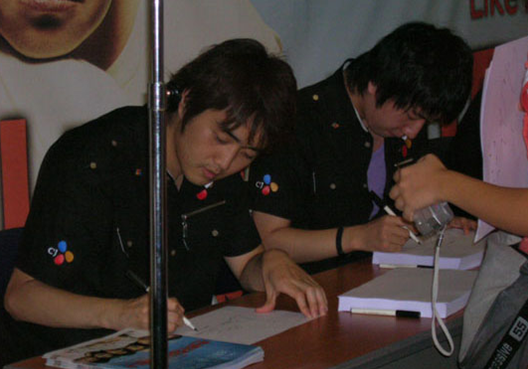
Lee „fOru“ Jae-hoon
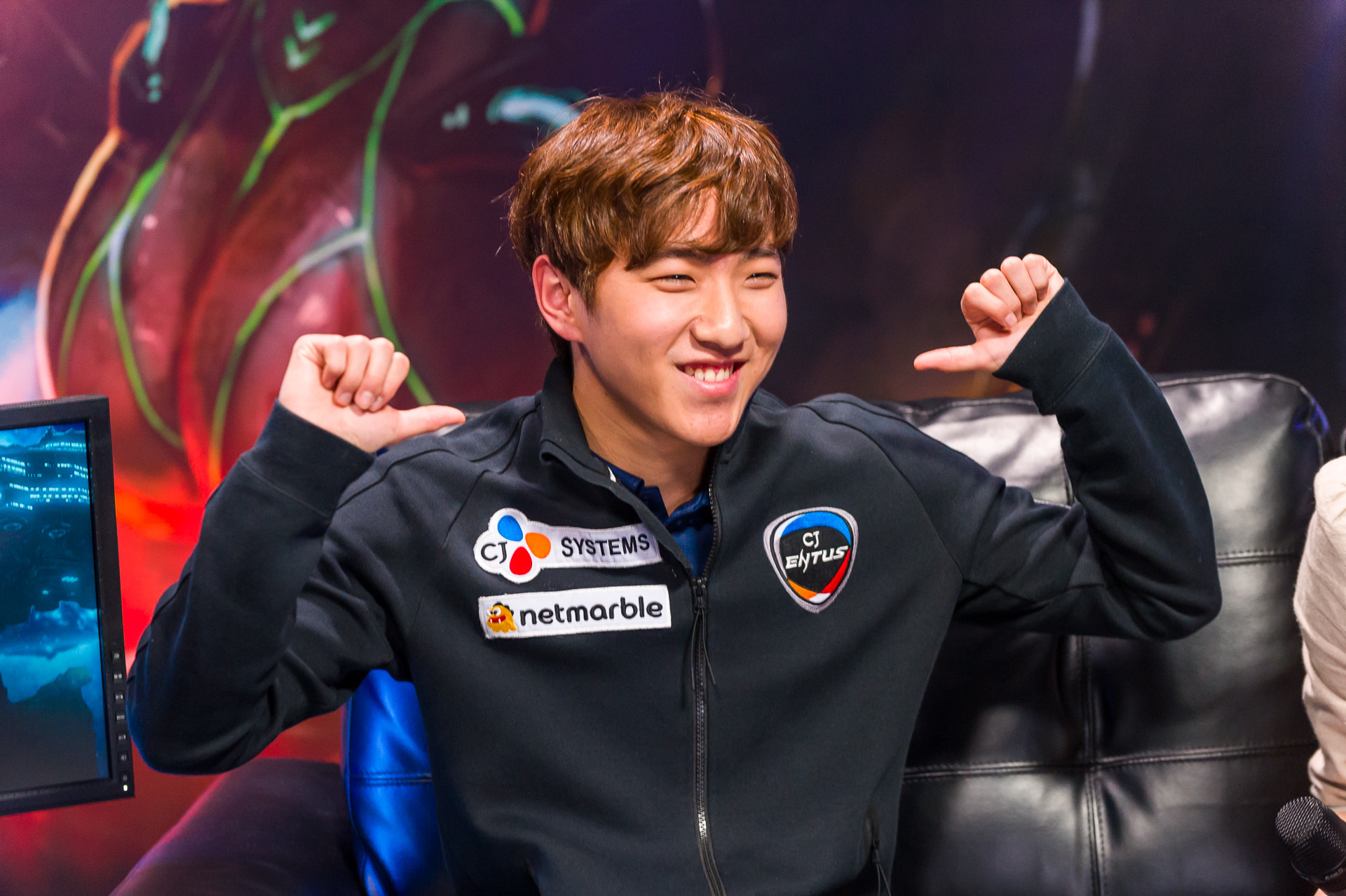
Kim „herO“ Joon-ho
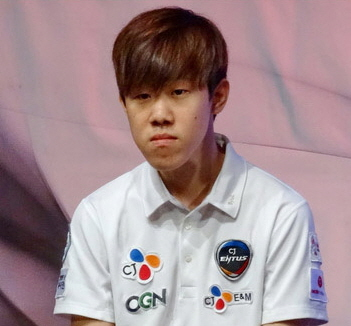
Han „ByuL“ Ji-won

### League of Legends
- Park „Shy“ Sang-myun (Top, 2013–2016)
- Lee „Flame“ Ho-jong (Top, 2013–2014)
- Park „Untara“ Ui-jin (Top, 2015–2016)
- Kang „Ambition“ Chan-yong (Jungle/Mid, 2013–2015)
- Shin „Helios“ Dong-jin (Jungle, 2013–2014)
- Shin „CoCo“ Jin-young (Mid, 2014–2015)
- Gwak „BDD“ Bo-seong (Mid, 2015–2016)
- Seon „Space“ Ho-san (AD Carry, 2012–2015)
- Hong „MadLife“ Min-ki (Support, 2013–2016)
- Ham „Lustboy“ Jang-sik (Support, 2013–2014)

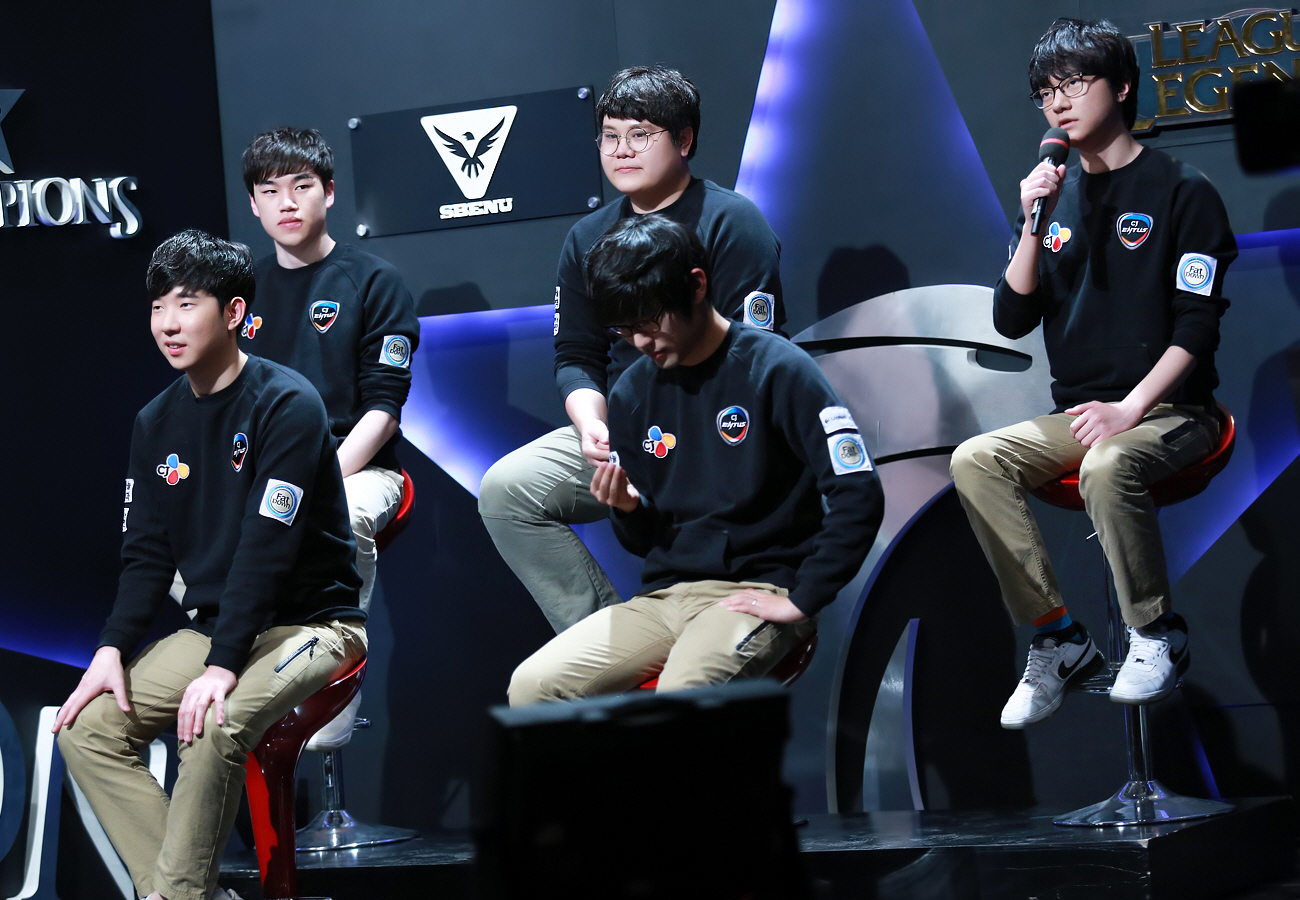
League of Legends Team (2015)
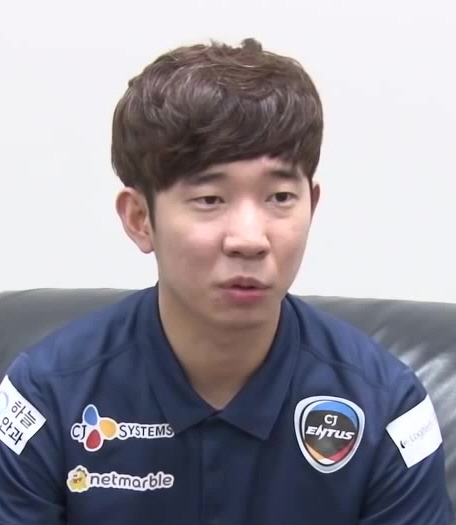
Park „Shy“ Sang-myun
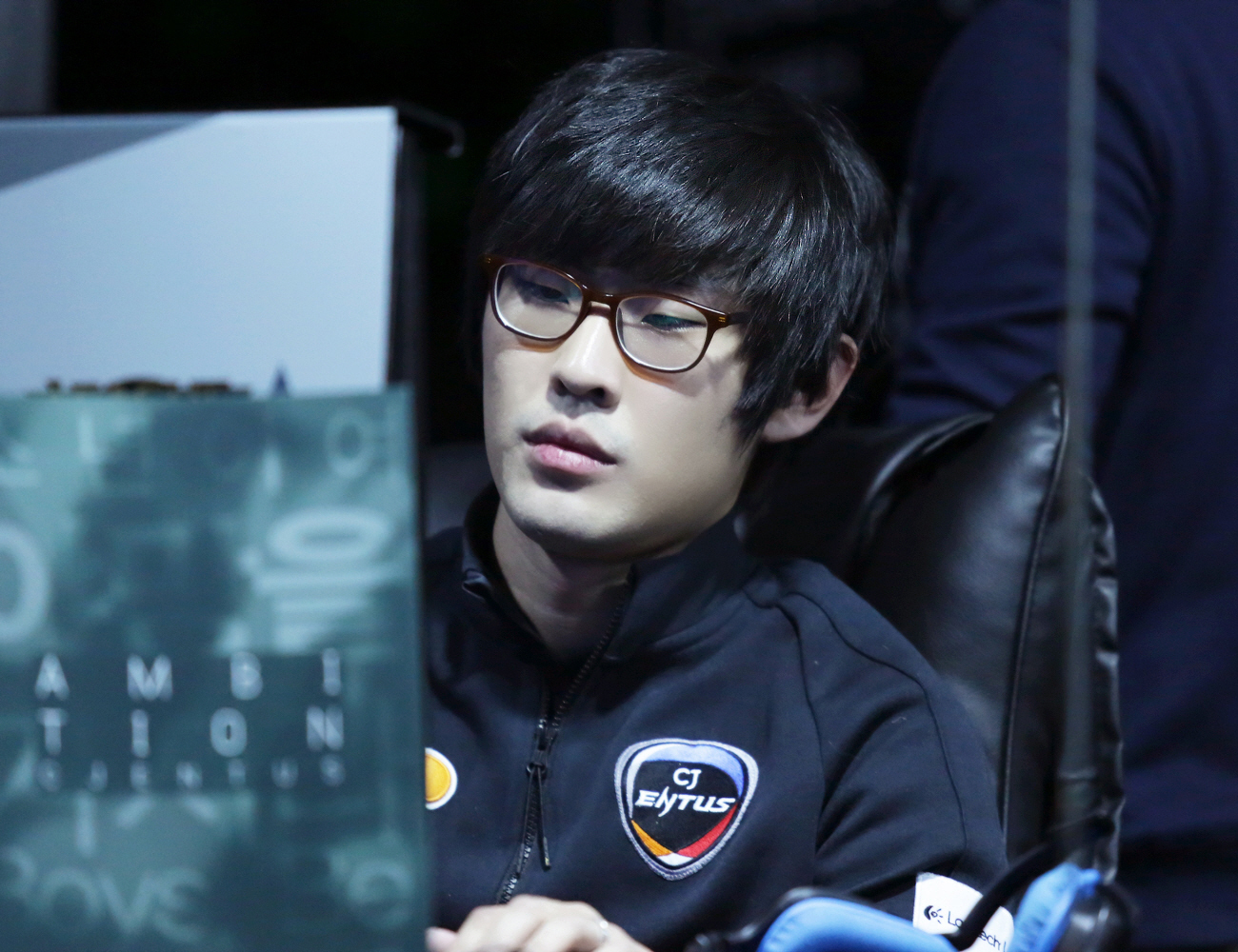
Kang „Ambition“ Chan-yong
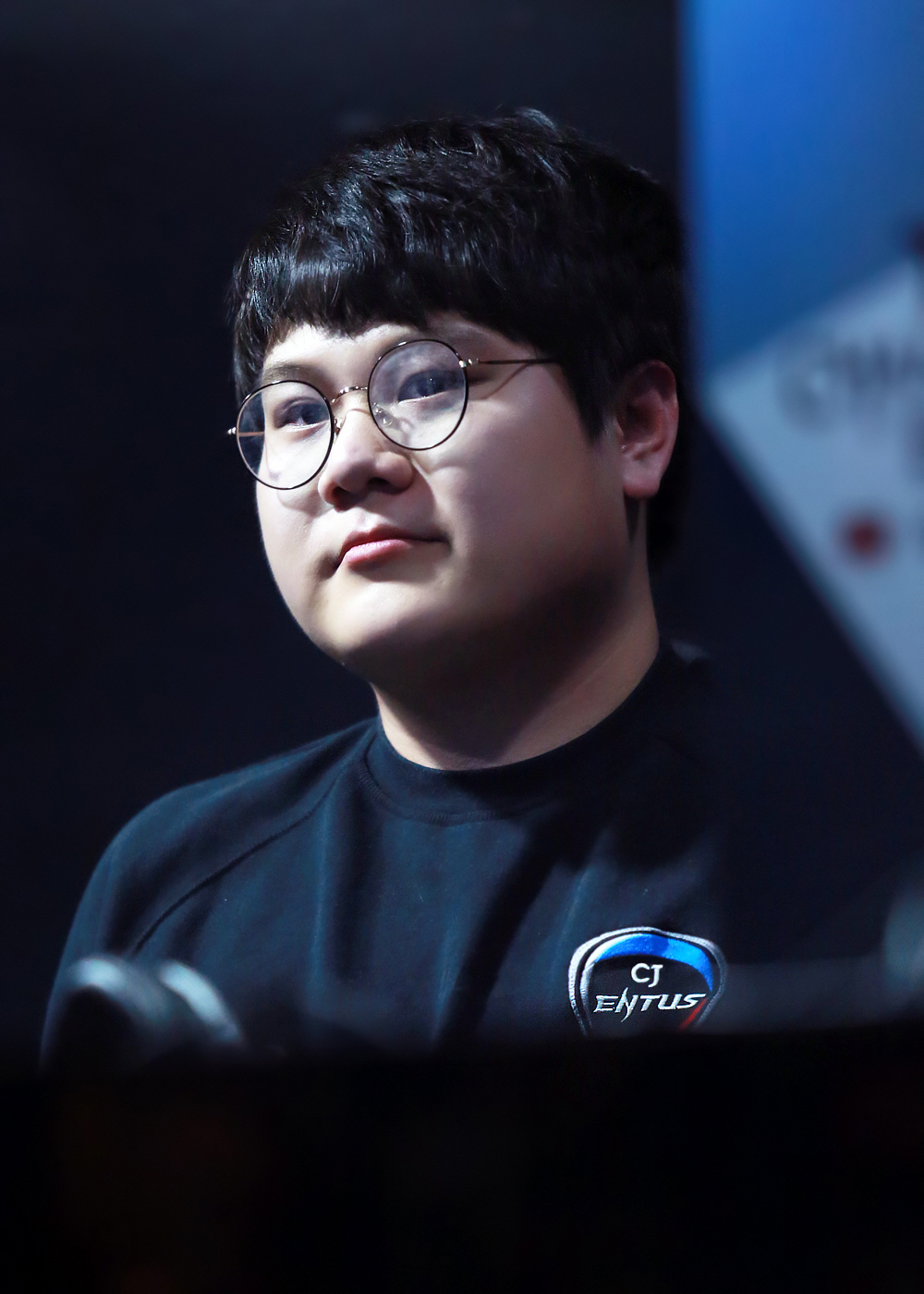
Seon „Space“ Ho-san
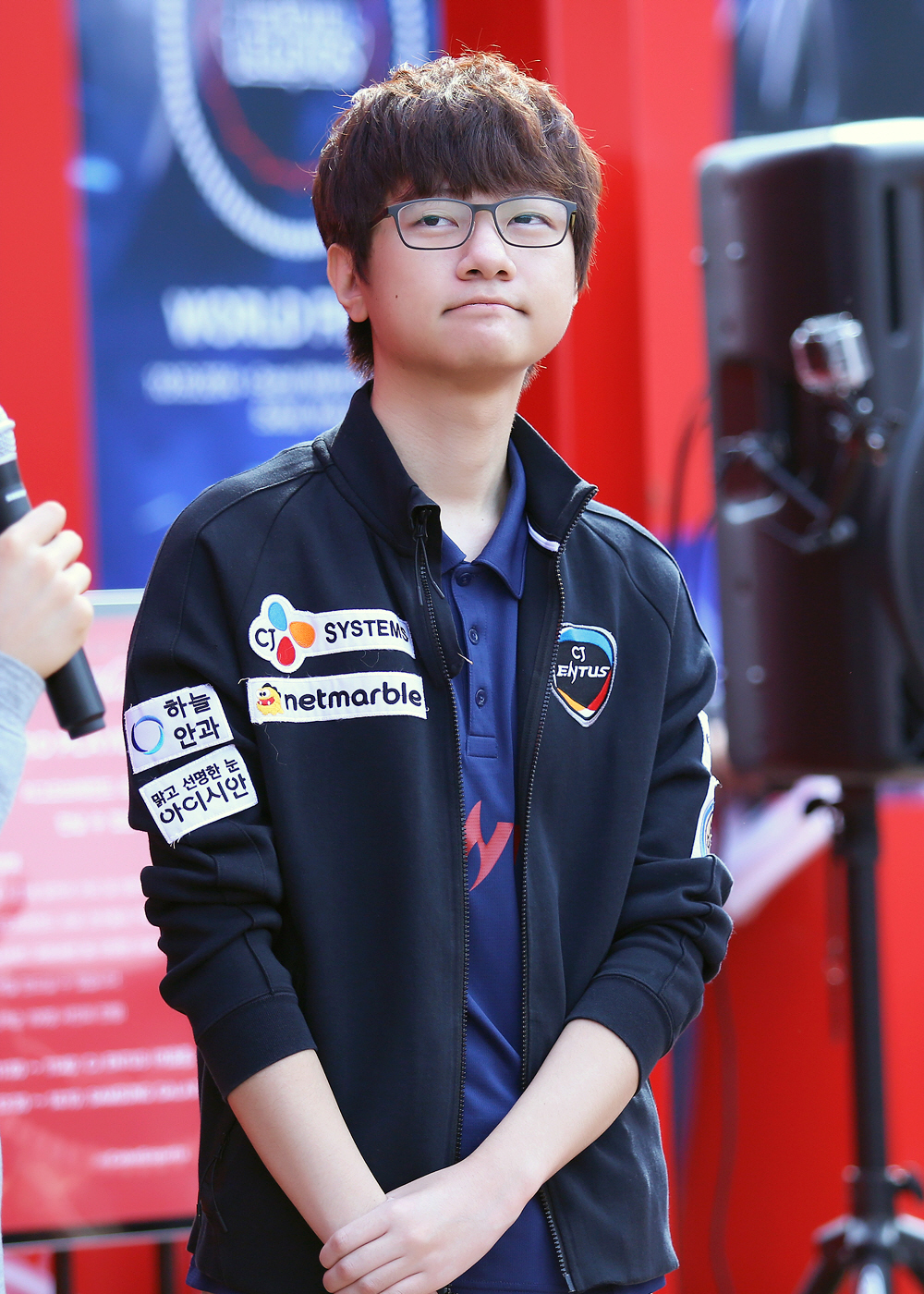
Hong „MadLife“ Min-ki
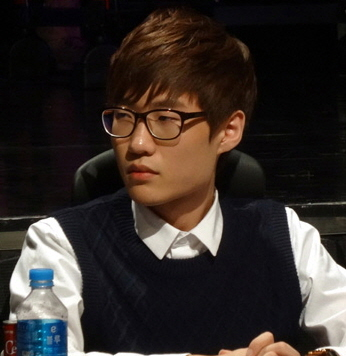
Ham „Lustboy“ Jang-sik